# 鶴川 (町田市)
鶴川（つるかわ、Tsurukawa）は、東京都町田市の町名。現行の行政地名は鶴川一丁目から六丁目。郵便番号は195-0061。

## 地理
町田市の北東部に位置し、地内のほとんどが鶴川団地で占められている。町田市内で北は真光寺町・真光寺、東で広袴町・広袴・能ヶ谷、西と南で大蔵町と接している。
また旧鶴川村に相当するほぼ全域の広域地名としても使われる。町田市役所は鶴川に隣接する各町のほか、野津田町、金井、三輪町なども「鶴川地区」としている。明治時代の建物を活用して町田市役所が2025年（令和7年）1月25日に開園した都市公園は、能ヶ谷に所在するが鶴川を関して鶴川香山（かごやま）園と命名されている。

### 地価
住宅地の地価は、2014年（平成26年）1月1日の公示地価によれば、鶴川2丁目16番16の地点で15万6000円/m2となっている。

## 歴史
1889年（明治22年）4月1日 、小野路村・金井村・野津田村・大蔵村・真光寺村・広袴村・能ヶ谷村・三輪村が合併し、神奈川県南多摩郡鶴川村が成立した。1893年（明治26年）に現在の東京都下多摩地域全体が東京府へ移管された、1943年（昭和18年）に東京都制が施行された。
1958年（昭和33年）、近隣1町2村との合併で町田市となったことにより鶴川の名称は一度消滅することになる。その後、1968年（昭和43年）に町名として復活した。

### 地名の由来
鶴川の名称は合併前の8村が鶴見川水系であることに由来するという。

### 沿革
- 1967年（昭和42年）：鶴川団地が建設される。
- 1968年（昭和43年）8月1日：大蔵町、能ヶ谷町、真光寺町、広袴町のそれぞれ一部より鶴川一〜六丁目を新設。
- 1972年（昭和47年）：団地のバルコニーが落ちる事故が発生。住宅公団が点検したところ100戸近くのバルコニーに亀裂等が発見されて問題となった[9]。

## 世帯数と人口
2018年（平成30年）1月1日時点の丁目別の世帯数と人口は以下の通りである。
| 丁目       | 世帯数    | 人口     |
| ---------- | --------- | -------- |
| 鶴川一丁目 | 657世帯   | 1,370人  |
| 鶴川二丁目 | 1,206世帯 | 2,443人  |
| 鶴川三丁目 | 690世帯   | 1,462人  |
| 鶴川四丁目 | 1,115世帯 | 2,542人  |
| 鶴川五丁目 | 1,572世帯 | 2,895人  |
| 鶴川六丁目 | 1,036世帯 | 1,978人  |
| 計         | 6,276世帯 | 12,690人 |

## 小・中学校の学区
市立小・中学校に通う場合、学区は以下の通りとなる。
| 丁目       | 番地                                             | 小学校                 | 中学校                 |
| ---------- | ------------------------------------------------ | ---------------------- | ---------------------- |
| 鶴川一丁目 | 全域                                             | 町田市立鶴川第三小学校 | 町田市立鶴川第二中学校 |
| 鶴川二丁目 | 全域                                             | 町田市立鶴川第三小学校 | 町田市立鶴川第二中学校 |
| 鶴川三丁目 | 全域                                             | 町田市立鶴川第四小学校 | 町田市立真光寺中学校   |
| 鶴川四丁目 | 全域                                             | 町田市立鶴川第四小学校 | 町田市立真光寺中学校   |
| 鶴川五丁目 | 1番地（鶴川団地）13～17号棟 3～8番地、17～18番地 | 町田市立鶴川第四小学校 | 町田市立真光寺中学校   |
| 鶴川五丁目 | 1番地（鶴川団地）1～12号棟 2番地、9～16番地      | 町田市立鶴川第三小学校 | 町田市立鶴川第二中学校 |
| 鶴川六丁目 | 全域                                             | 町田市立鶴川第三小学校 | 町田市立鶴川第二中学校 |

## 交通

### 鉄道
小田急小田原線の鶴川駅が最寄り駅である。

### 路線バス
小田急バス・神奈川中央交通（神奈中）により、以下の路線が運行されている。
- 「鶴川団地」バス停留所などから鶴川駅行き、町田バスセンター行き（日中5本のみ、神奈中担当）がある。
- 「消防署前」バス停留所などから鶴川駅行き、若葉台駅行きなどがある（すべて神奈中担当）

### 主な道路
- 東京都道・神奈川県道19号町田調布線
- 東京都道・神奈川県道139号真光寺長津田線（鶴川街道）
- 鶴川団地中央通り
- 鶴川いちょう通り

## 施設
教育
- 小学校
  - 町田市立鶴川第三小学校
  - 町田市立鶴川第四小学校
- 中学校
  - 町田市立鶴川第二中学校

商業
- ビッグ・エー町田鶴川団地店
- ミニコープ鶴川店

警察
- 町田警察署鶴川交番

消防
- 町田消防署鶴川出張所

郵便局
- 町田鶴川一郵便局
- 町田鶴川四郵便局
- 鶴川団地内郵便局

金融機関
- 横浜銀行鶴川西支店

公園
- 鶴川中央公園（テニスコート・鶴川球場）
- 鶴川鶴の子児童公園
- 富士見第一公園
- 富士見第二公園
- 月の子公園
- ひばり公園
- なかよし公園
- どんぐり公園
- 若草公園